# Михайловский, Самуил Васильевич
Самуил Васильевич Михайловский (1829—1878) — протоиерей русской православной церкви.

## Биография
Происходил из семьи дьякона Тверской губернии.
В 1849 году окончил Тверскую духовную семинарию, в 1853 году 1-м магистром ХХ курса Санкт-Петербургскую духовную академию и был оставлен в академии бакалавром русской и гражданской истории (1853–1857), одновременно, занимая должность помощника библиотекаря (1854–1856). В 1856—1857 годах был секретарём (делоправителем) редакции журнала «Христианское чтение». Вскоре С. В. Михайловский вступил в брак с Софьей Михайловной Богословской — дочерью главного священника армии и флотов протоиерея М. И. Богословского и 23 февраля 1857 года был рукоположен митрополитом Санкт-Петербургским Григорием в священники к церкви Св. Спиридона Тримифунтского Санкт-Петербургского Елизаветинского училища и определён законоучителем этого училища.
В 1859 году его тесть протопресвитер М. И. Богословский был приглашён законоучителем к старшим детям великого князя Константина Николаевича — Николаю и Ольге, с которыми занимался до 1861 года. Скорее всего, семейные связи сыграли определяющую роль в том, что 1 апреля 1861 года Михайловский получил назначение священником Введенской церкви Мраморного дворца и стал законоучителем детей великого князя Константина Николаевича. Продолжая педагогическую деятельность в Елизаветинском училище, Закон Божий он преподавал также в Василеостровском женском училище для приходящих девиц
(1858—1863) и в Мариинской женской гимназии (1863—1868).
В 1867 году был возведён в сан протоиерея и назначен постоянно присутствующим членом Учебного комитете при Св. Синоде, а в 1870 году — председателем Комиссии для рассмотрения предоставленных на конкурс учебников по Закону Божию для начальных народных училищ; 15 октября 1867 года, ко дню бракосочетания его воспитанницы великой княжны Ольги Константиновны с королём Георгом I, Михайловскому был пожалован золотой наперсный крест с драгоценными украшениями; в 1868 году он был награждён орденом Св. Анны 2-й степени.
Скоропостижно скончался от холеры 8 (20) марта 1871 года. Похоронен на Смоленском православном кладбище.